# Oxalis robusta
Oxalis robusta là một loài thực vật có hoa trong họ Chua me đất. Loài này được (Rose ex Small) R. Knuth mô tả khoa học đầu tiên năm 1919.